# Andrej Kral
Andrej Kral (* 27. Februar 1969 in Bratislava, Tschechoslowakei) ist ein deutsch-slowakischer Neurowissenschaftler. Er ist gewähltes Mitglied der Nationalen Akademie der Wissenschaften und des Collegium Oto-Rhino-Laryngologicum Amicitiae Sacrum.

## Leben
Kral studierte Allgemeinmedizin (1987–1993), promovierte zum Doktor der Medizin in 1993 und 1998 erfolgte die Promotion zum Doktor der Philosophie, beides an der Comenius‐Universität, Bratislava. 2002 folgte die Habilitation für Physiologie an der Goethe‐Universität Frankfurt. Von 2002 bis 2004 war Kral Privatdozent an der Medizinischen Fakultät der Goethe‐Universität Frankfurt, von 2004 bis 2009 Professor für Neurophysiologie an der Universität Hamburg. Von 2013 bis 2014 war er Gastprofessor für Physiologie an der Universität Western Ontario, Kanada, seit 2004 ist er Adjunct Professor of Neuroscience an der Universität Texas, Dallas, USA. Seit 2009 ist er W3-Professor für auditorische Neurophysiologie an der Medizinischen Hochschule Hannover sowie Leiter des Verbundinstituts für Audioneurotechnologie und Nanobiomaterialien (VIANNA) an der Medizinischen Hochschule Hannover. Seit 2018 hat er auch eine Professur für Systemische Neurowissenschaft der an der Macquarie University in Sydney, Australien.
Andrej Kral forscht auf den Gebieten der auditorischen Neurowissenschaften, der Neuroprothetik mit Fokus auf Cochlea-Implantate, der neuronalen Plastizität und der einseitigen Gehörlosigkeit. Kindliche Entwicklung und kritische Perioden sind Themen, an denen er forscht.
2024 erhielt er mit Stephen G. Lomber den Pioneer Award in Basic Science von der Association for Research in Otolaryngology für die Arbeiten auf dem Gebiet der Gehörlosigkeit und deren Therapie.

## Publikationen
- mit Felix Aplin, Hannes Maier: Prostheses for the Brain: Introduction to Neuroprosthetics (2021), Academic Press, 397 Seiten
- mit Arthur N. Popper, Richard R. Fay: Deafness, Springer Science & Business Media, 2013, 299 Seiten
- über 100 wissenschaftliche Publikationen Publikationsliste
- Plastische Prozesse des Nervensystems: kongenitale auditorische Deprivation, ihre Folgen und Kompensationsmöglichkeiten (2002), 172 Seiten (Habilitationsschrift, J.W.Goethe Universität Frankfurt am Main)